# Правительство Сербии (2012)
Правительство Сербии в 2012 году было сформировано под руководством Ивицы Дачича. Состав правительства:
| Фото | Фамилия, имя            | Должность | Партия                                 |
| ---- | ----------------------- | --- | -------------------------------------- |
|      | Ивица Дачич             | Председатель Правительства Республики Сербии, Министр внутренних дел \| Социалистическая партия Сербии                                       |                                        |
|      |                         | |                                        |
|      | Йован Кркобабич         | Заместитель Председателя Правительства, Министр труда, занятости и социальной политики                                                       | Партия объединенных пенсионеров Сербии |
|      | Велько Одалович         | Генеральный секретарь Правительства |                                        |
|      | Александр Вучич         | Первый Заместитель Председателя Правительства, курирующий сферу обороны, безопасности и борьбы с коррупцией и преступностью, Министр обороны |                                        |
|      | Расим Ляич              | Заместитель Председателя Правительства, Министр внешней и внутренней торговли и телекоммуникаций                                             |                                        |
|      | Сузанна Грубешич        | Заместитель Председателя Правительства, курирующий сферу евроинтеграции                                                                      |                                        |
|      | Младжан Динкич          | Министр финансов и экономики |                                        |
|      | Иван Мркич              | Министр иностранных дел |                                        |
|      | Верица Каланович        | Министр регионального развития и местного самоуправления                                                                                     |                                        |
|      | Милутин Мрконич         | Министр транспорта |                                        |
|      | Велимир Илич            | |                                        |
|      | Никола Селакович        | Министр юстиции и государственного управления                                                                                                |                                        |
|      | Горан Кнежевич          | Министр сельского,лесного и водного хозяйства                                                                                                |                                        |
|      | Жарко Обрадович         | Министр просвещения, науки и технологического развития                                                                                       |                                        |
|      | Славица Джукич-Деянович | Министр здравоохранения |                                        |
|      | Зорана Михайлович       | Министр энергетики, развития и охраны окружающей среды                                                                                       |                                        |
|      | Братислав Петкович      | |                                        |
|      | Милан Бачевич           | Министр природных ресурсов, горного дела и территориального планирования                                                                     |                                        |
|      | Алиса Марич             | Министр по делам молодежи и спорта |                                        |
|      | Сулейман Углянин        | Министр без портфеля(?) |                                        |